# Облога Лісабона (1147)
Облога Лісабо́на (порт. cerco de Lisboa) — воєнна операція Португалії під проводом короля Афонсу І, що призвела до захоплення Лісабона (майбуньої столиці королівства), який контролювався мусульманами з Бадахоської тайфи. Тривала від 1 липня до 25 жовтня 1147 року. Одна з найважливіших подій Реконкісти. Облозі передував дозвіл римського папи Євгенія III весною 1147 року розпочати хрестовий похід на Піренейському півострові, що мусив стати складовою Другого хрестового походу. 16 червня 1147 року частина англійських, фламандських і німецьких хрестоносців, що прямували до Святої Землі, прибули до португальського Порту. Їх прийняв король Афонсу, із яким вони уклали угоду про участь в поході на Лісабон в обмін на воєнну здобич. 1 червня християнське військо під проводом короля підійшло до міста й взяло його в облогу. Після декількох місяців у Лісабоні почався голод і 24 жовтня сарацини здалися. 25 жовтня християнські війська вступили до міста; сарацинське населення тікало звідти протягом 5-х днів. Більшість хрестоносців оселилася у Лісабоні, в той час як деякі продовжили свій шлях до Святої Землі. Через століття, в 1255 році Лісабон став столицею Португальського королівства. В історіографії подія має і інші назви — завоювання Лісабона (порт. conquista de Lisboa), ви́зволення Лісабо́на (порт. Libertação de Lisboa).